# NGC 5163
NGC 5163 é uma galáxia elíptica (E) localizada na direcção da constelação de Ursa Major. Possui uma declinação de +52° 45' 15" e uma ascensão recta de 13 horas, 26 minutos e 54,1 segundos.
A galáxia NGC 5163 foi descoberta em 26 de Abril de 1789 por William Herschel.